# فرهنگ در امپراتوری عثمانی
فرهنگ امپراتوری عثمانی طی چندین قرن تکامل یافته زیرا دولت حاکم بر مردمان عثمانی فرهنگ‌های مختلف بومی سرزمین‌های فتح شده و مردمانشان را جذب، سازگار و اصلاح کرد. تأثیر شدیدی از آداب و رسوم و زبان‌های جوامع اسلامی، به ویژه زبان عربی، وجود داشت، در حالی که فرهنگ پارسی از طریق امپراتوری سلجوقی در پیشینیان عثمانی نقش بسزایی داشت. علی‌رغم ادغام‌های جدیدتر، سلسله عثمانی مانند پیشینیان خود در سلطان رم و امپراتوری سلجوقی، در فرهنگ، زبان، عادات و آداب و رسوم خود کاملاً فارسی شده و به همین دلیل، از این امپراتوری به عنوان یک امپراتوری پارسی شده یاد می‌شود.
با گسترش امپراتوری عثمانی، فرهنگ مناطق بیشماری را تحت سیطره خود و فراتر از آن تحت تأثیر بیزانس، فرهنگ عربی خاورمیانه اسلامی و فرهنگ فارسی ایران قرار گرفت.

## ادبیات

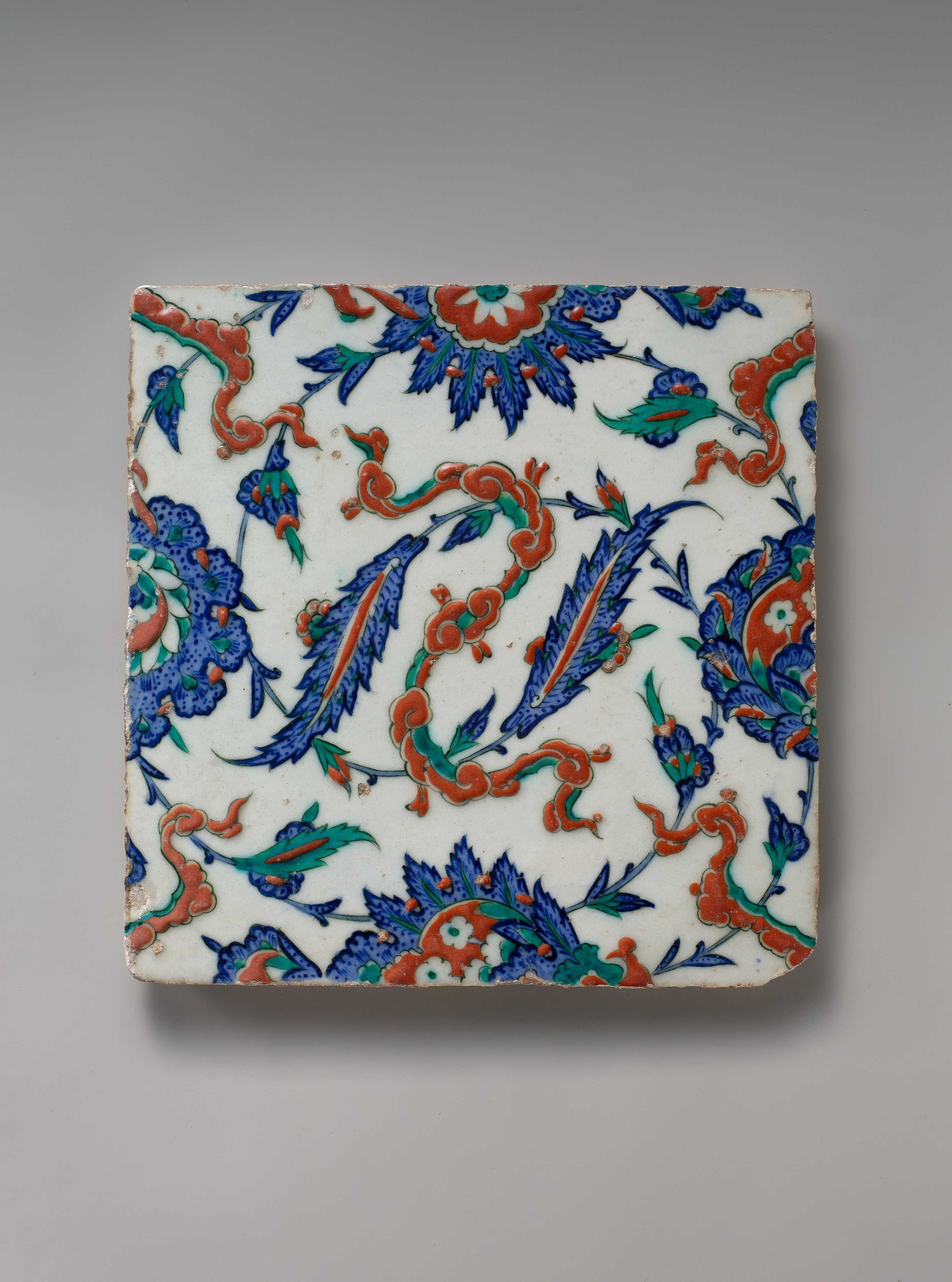
کاشی با طراحی گل، در مجموعه موزه متروپولیتن نیویورک.

### شعر
مانند بسیاری از اشکال هنری ترکی عثمانی، اشعاری که برای محفل دربار عثمانی سروده شده‌است، تأثیر شدیدی از سنتهای ادبیات فارسی کلاسیک دارد. تعداد زیادی از وامواژه‌ها فارسی وارد زبان ادبی، مورد استفاده می‌شود.

### ادبیات ترکی
شامل قطعات شفاهی و متون نوشته شده به زبان ترکی استانبولی می‌شود، چه در شکل عثمانی چه در اشکال کمتر ادبی آن مانند گونه‌ای که امروزه در جمهوری ترکیه به آن صحبت می‌شود. زبان ترکی عثمانی که اساس بیشتر مجموعه نوشتارها را تشکیل می‌دهد، تحت تأثیر فارسی و عربی بود و به الفبای ترکی عثمانی نوشته می‌شد.

### فرهنگ پارسی در امپراتوری عثمانی‌
در قرن ۱۴ برتری عثمانی‌ها در آسیای صغیر افزایش یافت. عثمانی‌ها ادبیات پارسی را برای مدت پنج و نیم قرن پشتیبانی کردند و تعداد زیادی از نویسندگان و هنرمندان را مخصوصاً در قرن ۱۶ جذب کردند. یکی از نامدارترین شاعران پارسی دربار عثمانی فتح‌الله عارف چلبی بود. که همچنین وی یک نقاش و یک مورخ و همچنین آفریننده سلیمان نامه که زندگینامه سلیمان باشکوه بود نیز محسوب می‌شد. در اواخر قرن ۱۷ آن‌ها زبان پارسی را به عنوان زبان دربار و اداری امپراتوری عثمانی رها کردند و ترکی را جایگزین آن نمودند. تصمیمی که مغول‌های پارسی‌زبان هندوستان را به حیرت واداشت. سلطان سلیمان حتی دیوان شعری به زبان پارسی دارد.

## معماری
معماری عثمانی تلفیقی از سنتهای معماری سلجوقی است که تحت تأثیر ایرانیان قرار گرفته‌است، همان‌طور که در ساختمانهای قونیه، معماری مملوک و معماری بیزانسی مشاهده می‌شود. این شهر در ساختمانهای بزرگ عمومی، مانند مساجد و کاروانسرا، قرن شانزدهم به بزرگترین پیشرفت خود رسید.
مهمترین چهره این رشته، معمار و مهندس معمار قرن شانزدهم معمار سنان، یک مسلمان با تبار ارمنی بود و پیشینه ای در ینی‌چری داشت. مشهورترین آثار وی مسجد سلیمیه در ادرنه و مسجد سلیمانیه در قسطنطنیه است. یکی از شاگردانش بنام صادفکار محمد آقا، اوایل قرن ۱۷ هجری مسجد سلطان احمد مشهور به مسجد آبی را طراحی کرد، که آخرین بنای عالی معماری کلاسیک عثمانی محسوب می‌شد.
معماری عثمانی به سبک معماری که در قرن چهارده و پانزدهم در امپراتوری عثمانی در شهرهای بورسا و ادیرن به وجود آمد اطلاق می‌گردد. معماری امپراتوری نسخه توسعه یافته معماری سلجوقی است و از معماری بیزانسی، ایران و همچنین سنن مملوکی بعد از سقوط قسطنطنیه الهام گرفته‌است. برای حدود چهارصد سال آثار معماری بیزانسی مانند مسجد ایاصوفیه به عنوان الگویی برای بسیاری از مساجد عثمانی استفاده می‌شد. به‌طور کلی معماری عثمانی به عنوان ترکیبی از معماری عثمانی با سنن معماری مدیترانه و خاورمیانه شناخته می‌شود.

## هنرهای تزئینی

### مینیاتورها

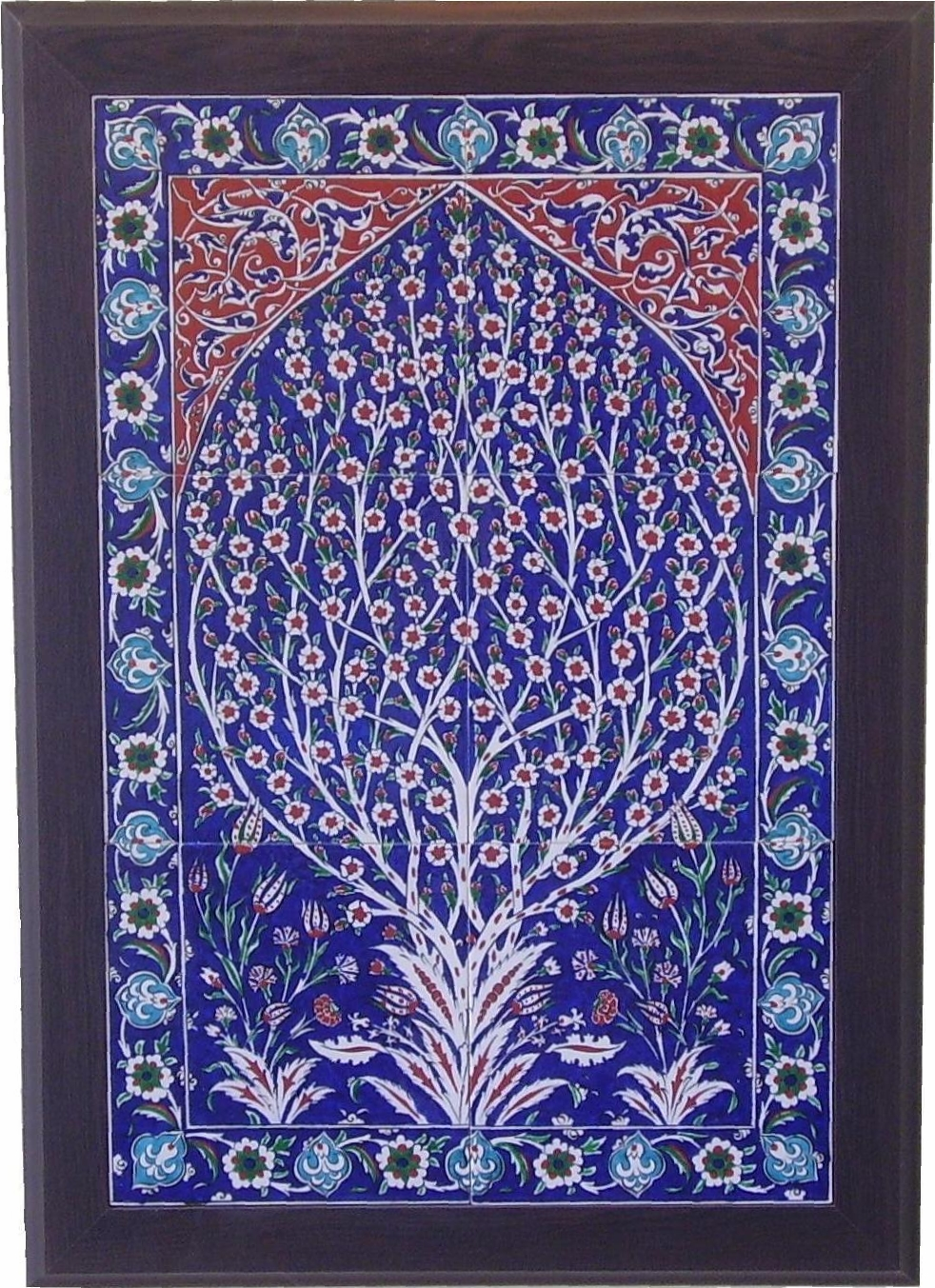
کاشی‌های آبی در ترکیه

نگارگری عثمانی گونه‌ای از هنر در امپراتوری عثمانی بوده که به نگارگری ایرانی شباهت و نزدیکی دارد به طوری که می‌توان گفت از نگارگری ایرانی تقلید شده‌است؛ و همچنین تأثیراتی از هنر چینی دارد. این هنر همراه با تذهیب، خوشنویسی، کاغذ ابری و صحافی کتاب است. از تصاویر برای توصیف بهتر جملات و مضامین استفاده می‌شد. نقاشان در کارگاهی برای نقاشی جمع می‌شدند.
رنگ‌ها توسط رنگدانه‌های طبیعی مخلوط می‌شد و با افزودن پودر سفیده تخم مرغ و بعد از آن با مخلوط شدن با صمغ عربی رقیق می‌گشت. به این ترتیب رنگهایی با خلوص بسیار بالا و درخشان بدست می‌آمد.
در این نوع سبک پر استفاده‌ترین رنگها، رنگ‌های قرمز روشن، قرمز مایل به زرد، آبی و سبز بوده‌است.

### فرش بافی و هنر نساجی
هنر قالی بافی در امپراتوری عثمانی از اهمیت ویژه ای برخوردار بود. بافندگی اینگونه فرشها در فرهنگ‌های عشایری آسیای مرکزی سرچشمه گرفته‌است و سرانجام در جوامع مستقر در آناتولی گسترش یافت. قالی ترکی، فرش آناتولی یا سجاده ترکی، یک اصطلاح عامیانه است که امروزه معمولاً برای نشان دادن فرش‌ها و سجاده‌های بافته شده در آناتولی (یا آسیای صغیر) و مناطق مجاور آن استفاده می‌شود. از نظر جغرافیایی، منطقه تولید آن را می‌توان با سرزمین‌هایی که از نظر تاریخی تحت سلطه امپراتوری عثمانی قرار داشتند، مقایسه کرد. این یک کف پوش بافته یا شمع بافته یا روکش دیوار است که برای مصارف خانگی، فروش محلی و صادرات تولید می‌شود.
طرح فرش آناتولی یا همان قالی ترکی، رشته‌های مختلفی از سنت را در خود جای داده‌است. عناصر خاص از نزدیک با تاریخ اقوام ترک و تعامل آن‌ها با فرهنگ‌های اطراف، در اصل آسیای مرکزی آن‌ها و همچنین در هنگام مهاجرت، و خود در آناتولی ارتباط دارد. مهمترین تأثیرات فرهنگی ناشی از فرهنگ چینی و اسلام بود. فرش‌های مناطق برگاما و قونیه به عنوان نزدیک‌ترین فرش‌های آناتولی مرتبط هستند و اهمیت آن‌ها در تاریخ این هنر بهتر درک می‌شود.